# 三
【三】 — китайський ієрогліф. Один з 996 ієрогліфів, обов'язкових для вивчення в японській початковій школі.Дуже часто використовується на письмі в японській мові.

## Значення
1. три; трійця.
2. тричі; часто.
3. багато.
4. троїти, розділяти на три.
5. (яп.) сан — третя струна сямісену.

Ключ: 1 (一 + 2);  Кількість рисок: 3.
Введення ієрогліфа методом цанзє: 一一一 (MMM); Введення ієрогліфа чотирикутним методом: 10101. Складається з: ⿳一一一.

## Прочитання
| Китайська         |                   |                   |                   |                 |                 |
| Мандаринська мова | Мандаринська мова | Мандаринська мова | Мандаринська мова | Кантонська мова | Кантонська мова |
| чжуїнь            | піньїнь           | Вейд-Джайлз       | кирилиця          | ютпхін          | Єль             |
| ㄙㄢ              | sān (san1)        | san1              | сань              | saam1 saam3     | saam1 saam3     |

| Корейська |         |               |              |      |          |
|           | хангиль | стара латинка | нова латинка | Єль  | кирилиця |
| Звук:     | 삼      | sam           | sam          | sam  | сам      |
| Назва:    | 셋      | set           | set          | seys | сет      |

| Японська |                                                                                  |                                                                           |                                                                               |
|          | кана                                                                             | латинка                                                                   | кирилиця                                                                      |
| Он:      | さん                                                                             | san                                                                       | сан                                                                           |
| Кун:     | み つ みっつ                                                                     | mi tsu mittsu                                                             | мі цу міццу                                                                   |
| Ім'я:    | か かず さ さい さえ さぶ さむ ざ ざえ ざぶ そ そう ぞ ぞう ただ みつ みん も や | ka kazu sa sai sae sabu samu za zae zabu so sō zo zō tada mitsu min mo ya | ка кадзу са сай сае сабу саму дза дзае дзабу со сō дзо дзō тада міцу мін мо я |